# Кент (окръг, Мичиган)
Вижте пояснителната страница за други населени места с името Кент.
Окръг Кент (на английски: Kent County) е окръг в щата Мичиган, Съединени американски щати. Площта му е 2258 km², а населението - 574 335 души (2000). Административен център е град Гранд Рапидс.